# 龚普生

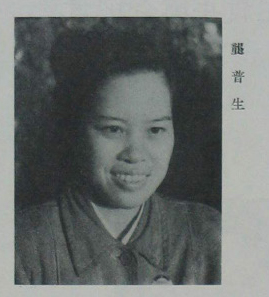

龚普生（1913年9月—2007年8月4日），女，籍贯安徽合肥，祖籍江西臨川，生于上海，中华人民共和国政治人物、外交官。

## 生平
1913年9月，龚普生生于上海。父亲龚镇洲是中国同盟会会员。母亲徐文是黄兴夫人徐宗汉的堂妹。龚普生自幼随父母流亡日本横滨，归国后曾在上海圣玛利女中学习。1932年，龚普生考入燕京大学经济系。在校期间，1935年12月参加了一二·九运动，任燕京大学学生自治会副主席，曾与妹妹龚维航在燕京大学临湖轩主持外国记者招待会。1936年6月，从燕京大学毕业之后，参加工作，任上海基督教女青年会干事。1936年秋，参加中共领导的革命。1938年3月，经王明远（上海学生会救亡协会党团书记）、陈修良介绍加入中国共产党。此后在周恩来的领导下，龚普生长期投身中共的地下工作及统战工作。1939年第二次世界大战爆发前夕，龚普生出席了在荷兰阿姆斯特丹举行的世界基督教青年大会。归途中，出席了在法国巴黎召开的世界青年大会。
1941年9月，龚普生赴美国，进入哥伦比亚大学，获得心理学硕士学位。此后，她先后赴美国许多知名大学，走遍了大半个美国，结识了罗斯福总统夫人埃莉诺·罗斯福、黑人歌唱家保罗·罗伯逊、女作家赛珍珠等名人，宣传抗日。不久，龚普生回国。1944年末，应赛珍珠的邀请，龚普生再度赴美国。1945年秋，联合国成立。不久，龚普生经人介绍，进入联合国任职，成为最早进入联合国工作的中国人之一。起初，她在人权委员会从事19世纪南非开采金矿时虐待并歧视黑人的有关法规的研究，参与编纂了联合国人权年鉴，起草《人权宣言》等文件，后来担任联合国秘书处社会事务部研究员。
1948年，龚普生离开美国，经香港回中国。从香港乘船出发时，她与作家杜宣假扮夫妻，先到大连，最后进入中共控制的解放区， 来到中国河北省平山县西柏坡，在中共中央统战部工作，担任中央妇女委员会委员。
1949年11月初，中华人民共和国中央人民政府外交部正式成立之后，龚普生历任外交部国际司副司长、司长。任内，1950年12月，龚普生以助理的身份，随大使衔特派代表伍修权赴纽约“控诉美国武装侵略台湾”。她是最早代表中华人民共和国来到联合国的女性外交官。此后，她先后参加了第19届国际红十字大会、第二次日内瓦会议、亚非经济会议等国际会议。龚普生在文化大革命期间被造反派批斗，1978年被平反。其后，龚普生先后出席了关于裁军问题的第十届特别联合国大会、第三十四届联合国大会，红十字国际委员会国际政治专家小组会议。
1979年11月29日，66岁的龚普生被任命为中华人民共和国首任驻爱尔兰大使，1980年9月2日到任。龚普生是中华人民共和国150多位首任大使中的第一位女性，也是第二位驻欧洲国家的女性大使。龚普生曾经多次作为中国政府代表出席国际会议，曾任全国妇联执委，国际民主妇女联合会理事会代表，中国红十字会副会长，中国联合国协会副会长，中国人民外交学会理事、常务理事，外交学院兼职教授等职务。1994年，龚普生离休。
龚普生是第一、第二次全国妇女代表大会代表，全国妇联第一、二、三、四届执行委员，中国人民政治协商会议第一届全体会议中华民主妇联候补代表，第六、七届全国政协委员。
2007年8月4日，龚普生在北京逝世，享年93岁。

## 家庭
龚普生是“龚氏三姐妹”中的长女。
- 二妹：龚澎（1914－1970），中央人民政府外交部情报司（1955年7月2日经周恩来批准改称新闻司）司长，成为外交部第一位女司长[8]，
- 三妹：徐畹球（1916－2004），自幼过继给上海启秀女中校长、龚镇洲夫人徐文的堂姐徐婉珊
- 四弟：龚维禹（？－1983）
- 五妹：龚慧生
- 丈夫：章汉夫，1949年秋在上海与龚普生结婚。曾任中华人民共和国外交部副部长。[3][4]